# Franz Heinrich Reinerding
Franz Heinrich Reinerding (* 16. September 1814 in Damme; † 25. Februar 1880 in Fulda) war ein deutscher römisch-katholischer Theologe und Hochschullehrer.

## Leben
Reinerding machte am Gymnasium Antonianum Vechta Abitur und studierte dann an der Akademie Münster und von Ostern 1836 bis Herbst 1842 am Collegium Germanicum in Rom. Bei seinem Aufenthalt in Rom wurde er zum Dr. theol. et phil. promoviert. Außerdem empfing er dort die Priesterweihe.
Reinerding kehrte 1842 aus Rom zurück und wurde noch im selben Jahr Lehrer am Gymnasium in Vechta. 1851 folgte er von dort einem Ruf an die Theologische Lehranstalt in Fulda. Dort erhielt er eine Stelle als Professor der Philosophie und Dogmatik. 1858 ging er von dort als Professor an das St. Cutbert’s College in Ushaw in England. Dort verblieb er bis 1863. Anschließend kehrte er auf seine Professur nach Fulda zurück. Er galt als streng römischer Theologe und bedauerte die Beschlüsse des Ersten Vatikanischen Konzils.
Reinerding wurde 1872 zum Domherr im Bistum Fulda ernannt.

## Werke (Auswahl)
- Glaubensbekenntniß von Johannes Ronge, Theissing, Münster 1844,
- Die Principien des kirchlichen Rechtes in Ansehung der Mischehen, Schöningh, Paderborn 1853.
- Der heil. Bonifazius als Apostel der Deutschen mit Bezugnahme auf sein Verhältniß zu Fulda, Goldstein, Würzburg 1855.
- Kleine Himmelsleiter oder kleines katholisches Gebetsbuch mit den nothwendigsten Belehrungen in Sachen des Heiles, Selbstverlag, Fulda 1856.
- Vollständiges katholisches Gebetbuch mit vielen Belehrungen und Betrachtungen aus den Missionsandachten, Goldstein, Würzburg 1856.
- Theologiae fundamentalis tractatus duo, 2 Bände, Aschendorff, Münster 1864.
- Beiträge zur Honorius- und Liberiusfrage : eine Beleuchtung der neuesten kirchenhistorischen Forschungen über dieselbe, Aschendorff, Münster 1865.